# Província de Iwaki (1868)

Mapa das antigas províncias japonesas com Iwaki em destaque

Iwaki (磐城国, Iwaki no kuni) foi uma antiga província do Japão estabelecida na Era Meiji. Foi destacada da província de Mutsu, correspondendo à parte oriental da prefeitura de Fukushima, em 17 de dezembro de 1868 do calendário japonês, que era 19 de janeiro de 1869 do calendário gregoriano. Sua população em 1872 era de 348608.